# Похитители на тела
„Похитители на тела“ (на английски: Body Snatchers) е американски научнофантастичен филм на ужасите от 1993 г. на режисьора Абел Ферара и участват Габриел Ануар, Били Уърт, Мег Тили, Кристин Елис, Роналд Лий Ърми и Форест Уитакър. Той е базиран на едноименния роман от 1955 г., написан от Джак Фини, а сценарият е на Никълъс Ст. Джон, Стюарт Гордън и Денис Паоли.
„Похитители на тела“ е третата филмова адаптация по романа на Фини, като първият беше „Нашествието на крадците на тела“ през 1956 г., който е последван от втората едноименна адаптация през 1978 г. Премиерата на филма се състои във филмовия фестивал в „Кан“ на 15 май 1993 г., а на 14 януари 1994 г. е пуснат по американските кина.